# Yab-Alaha IV Shimun
Yab-Alaha (... – Seert, 1579 o 1580) è stato eparca di Gazireh e terzo patriarca della Chiesa caldea con il nome di Yab-Alaha IV Shimun.
Il suo nome è ricordato dalle fonti con diverse traslitterazioni: Yau-Alaha, Yahballaha, Aath Alla.

## Biografia
Incerte e scarse sono le informazioni relative a Yab-Alaha, che, secondo Tfinkdji, nel 1556 fu consacrato vescovo di Gazireh dal patriarca Abdisho IV Maron.
Secondo Tisserant, alla morte di Abdisho IV, a causa dell'opposizione dei nestoriani e delle autorità ottomane, la sede patriarcale rimase vacante fino al 1578, quando i metropoliti cattolici elessero Yab-Alaha. Già anziano quando fu eletto, Yab-Alaha morì nel 1580 nel monastero di Mar Yaqub Khbhisha vicino a Seert, senza poter inviare a Roma la propria professione di fede. Dunque non sarebbe mai stato confermato dalla Santa Sede.
Heleen Murre-Van den Berg, riferendo le conclusioni degli studi di Beltrami (1933) e Lampart (1966), ipotizza che Yab-Alaha sia stato eletto patriarca probabilmente nel 1577 e che sia morto nel 1579. Sia lei che David Wilmshurst propongono pure che, prima dell'elezione formale, dopo la morte di Abdisho IV, lo stesso Yab-Allaha o un altro dallo stesso nome agiva da patriarca o almeno come amministratore patriarcale.

## Genealogia episcopale e successione apostolica
La genealogia episcopale è:
- Vescovo Tito Veltri de Viterbo
- Cardinale Antonio Maria Ciocchi del Monte
- Papa Giulio III
- Patriarca Shimun VIII Sulaqa
- Patriarca Abdisho IV Maron
- Patriarca Yab-Alaha IV Shimun

La successione apostolica è:
- Vescovo Gabriele Elia di Gazireh  (1567)